# Erátó
Az Erátó görög mitológiai eredetű női név, a szerelmi költészet és a himnuszok múzsájának a neve.

## Gyakorisága
Az 1990-es években szórványos név, a 2000-es években nem szerepel a 100 leggyakoribb női név között.

## Névnapok
ajánlott névnap
- február 12.[2]
- december 10.[2]

## Híres Erátók
- Erató, a szerelmi költészet múzsája